# Samuel Mosberg
Samuel A. Mosberg, detto Sammy (14 giugno 1896 – 30 agosto 1967), è stato un pugile statunitense.

## Palmarès
Olimpiadi
- 1 medaglia:
  - 1 oro (pesi leggeri a Anversa 1920).